# Ikusaburo Yamazaki
Ikusaburo Yamazaki(山崎 育三郎 Yamazaki Ikusaburō, nascut 18 ianuarie 1986, în Tokyo, Japonia) este un actor japonez și un cântăreț, care este reprezentat de Ken-On. Soția lui este actriță și cântăreață Natsumi Abe.

## Filmografie

### Scenă
| an   | Titlu                          | Rol                                    | Notițe            | Ref. |
| ---- | ------------------------------ | -------------------------------------- | ----------------- | ---- |
| 1998 | Argo Musical                   | Perumo                                 |                   |      |
| 1998 | Trapp Family Story             | Werner                                 |                   |      |
| 1999 | Koko Smile                     | Quinta                                 |                   |      |
| 2007 | Les Misérables                 | Marius                                 |                   |      |
| 2008 | La Cage aux Folles             | Jean-Michel                            |                   |      |
| 2009 | Break Through!                 | Yoshida                                | [ 6 ]             |      |
| 2010 | Last Game: Saigo no Sōkei-sen  | Handle Name Waseda / Shinichiro Aimoto | apariție speciala |      |
| 2010 | Mozart!                        | Wolfgang Amadeus Mozart                | Rolul principal   |      |
| 2011 | Wuthering Heights              | Edgar                                  |                   |      |
| 2011 | Roméo et Juliette              | Romeo                                  | Rolul principal   |      |
| 2011 | Dance of the Vampires          | Alfred                                 |                   |      |
| 2012 | The 1st Shop of Coffee Prince  | Choe Hangyeol                          |                   |      |
| 2012 | Miss Saigon                    | Chris                                  |                   |      |
| 2012 | Night on the Galactic Railroad |                                        |                   |      |
| 2013 | Fune ni Nore!                  | Satoru                                 | Rolul principal   |      |
| 2014 | Lady Bess                      | Robin Blake                            |                   |      |
| 2015 | Elisabeth                      | Luigi Rukini                           |                   |      |
| 2016 | Priscilla, Queen of the Desert | Mitch                                  |                   |      |

### Seriale TV
| An   | Titlu                          | Rol                | Rețea        | Notițe       | Ref. |
| ---- | ------------------------------ | ------------------ | ------------ | ------------ | ---- |
| 2000 | Rokubanme no Sayoko            | Akihiko Kato       | NHK G        |              |      |
| 2015 | The Last Cop                   | Mitsuteru Ando     | NTV          | [ 7 ]        |      |
| 2015 | Shitamachi Rocket              | Kensaku Mano       | TBS          |              |      |
| 2016 | Otōsan to Yobasete             | Makoto Sunashimizu | KTV, Fuji TV | [ 8 ]        |      |
| 2016 | Akutō-tachi wa Senri o Hashiru | Yuto Sonobe        | TBS          | [ 9 ] [ 10 ] |      |